# Uziel García
Uziel Amin García Martínez (Rioverde, México; 9 de abril de 2001) es un futbolista mexicano origen sirio palestino . Juega de defensa central y su equipo actual es el CD Tapatío de la Liga de Expansión MX.

## Trayectoria
García se incorporó al Atlético San Luis en 2019, y debutó en el primer equipo del club potosino el 2 de agosto de 2020 ante el Toluca.
A comienzos de la temporada 2024, García firmó en el CD Tapatío de la Liga de Expansión MX.

## Selección nacional
Disputó el Torneo Maurice Revello de 2022 con México.

## Estadísticas
Actualizado al último partido disputado el 12 de marzo de 2024.
| Club                    | Div.          | Temporada     | Liga  | Liga  | Copas nacionales | Copas nacionales | Copas internacionales | Copas internacionales | Total | Total |
| Club                    | Div.          | Temporada     | Part. | Goles | Part.            | Goles            | Part.                 | Goles                 | Part. | Goles |
| ----------------------- | ------------- | ------------- | ----- | ----- | ---------------- | ---------------- | --------------------- | --------------------- | ----- | ----- |
| C. A. San Luis · México | 1.ª           | 2019-20       | 0     | 0     | 1                | 0                | —                     | —                     | 1     | 0     |
| C. A. San Luis · México | 1.ª           | 2020-21       | 2     | 0     | —                | —                | —                     | —                     | 2     | 0     |
| C. A. San Luis · México | 1.ª           | 2021-22       | 0     | 0     | —                | —                | —                     | —                     | 0     | 0     |
| C. A. San Luis · México | 1.ª           | 2022-23       | 18    | 0     | —                | —                | —                     | —                     | 18    | 0     |
| C. A. San Luis · México | 1.ª           | 2023          | 6     | 0     | —                | —                | 1                     | 0                     | 7     | 0     |
| C. A. San Luis · México | Total club    | Total club    | 26    | 0     | 1                | 0                | 1                     | 0                     | 28    | 0     |
| C. D. Tapatío · México  | 2.ª           | 2024          | 8     | 0     | —                | —                | —                     | —                     | 8     | 0     |
| C. D. Tapatío · México  | Total club    | Total club    | 8     | 0     | 0                | 0                | 0                     | 0                     | 8     | 0     |
| Total carrera           | Total carrera | Total carrera | 34    | 0     | 1                | 0                | 1                     | 0                     | 36    | 0     |